# تونی وی
تونی وِی (انگلیسی: Tony Way؛ زادهٔ ۷ اکتبر ۱۹۷۸) بازیگر، نویسنده و کمدین اهل بریتانیا است. وی از سال ۱۹۹۵ میلادی تاکنون مشغول فعالیت بوده‌است.
از فیلم‌ها یا برنامه‌های تلویزیونی که وی در آن نقش داشته‌است می‌توان به گمنام، باغ استخوان‌ها، بلوار لندن، علی جی اینداهوس، لغزش‌ها، شرلوک، زندگی پس از مرگ، خانواده من، در جستجوی ناکجاآباد،  گمنام، دختری با خالکوبی اژدها، برج، تعدی بر ما و لبه فردا اشاره کرد.